# Skotská konfese
Skotská konfese (anglicky Scots Confession nebo Scottish Confession; latinsky Confessio Scotica) je kalvínské vyznání víry, sepsané roku 1560 šesti skotskými kalvínskými teology s převažujícím vlivem Johna Knoxe.
Skládá se ze 25 článků.